# لامسانا

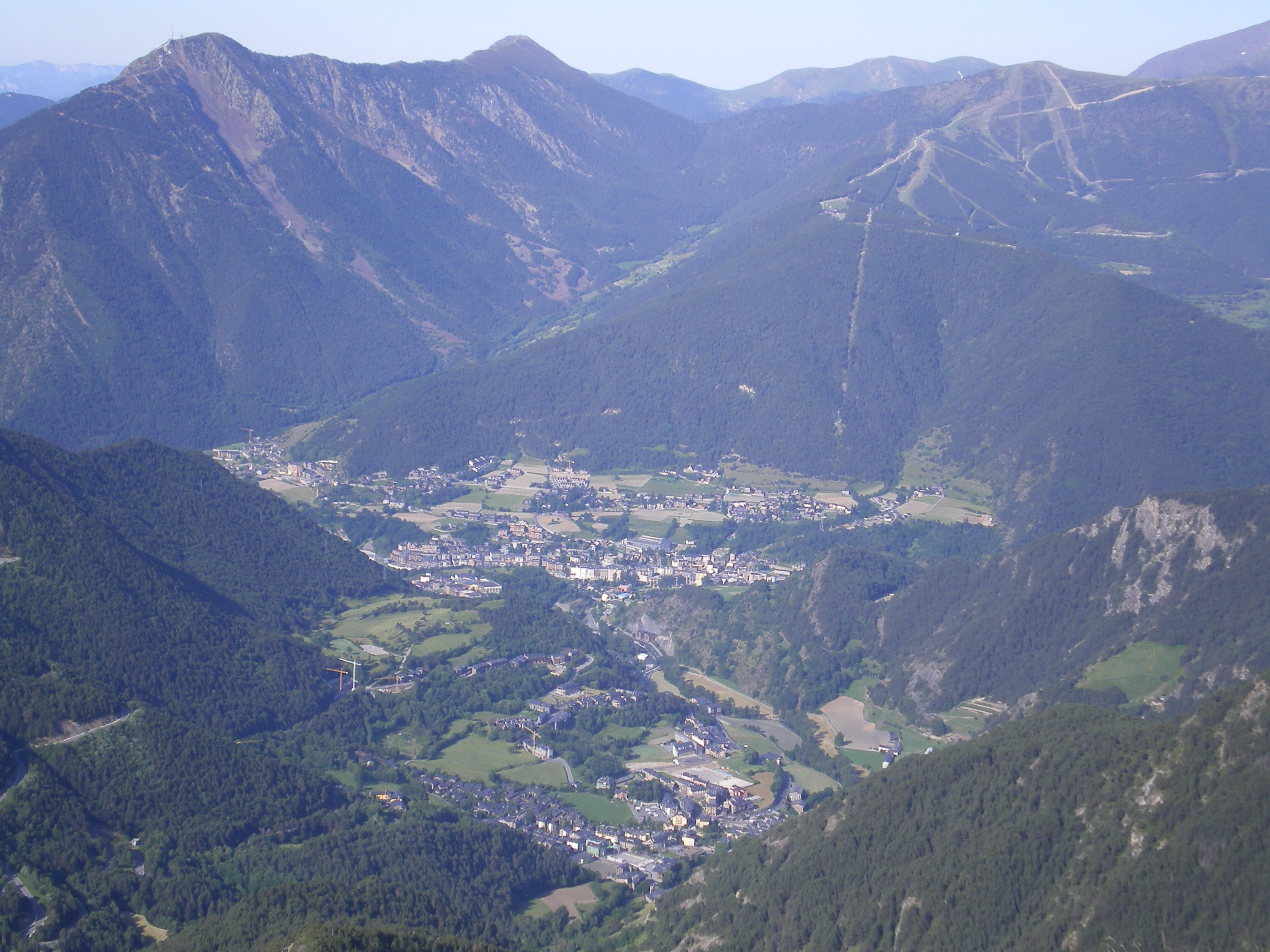

لامسانا (النطق الكتالاني : [ɫə məˈsanə], locally: [la maˈsana]; هي أحد أبرشيات أندورا السبعة. كما أنها اسم لأكبر بلدات الأبرشية. أشتق اسم الأبرشية من اسم لاتني يعني التفاح. تقع الأبرشية على منطق جبلية بامتياز وفيها أعلى جبل في أندورا كلها وهو جبل كم بيدروسا. تملك الأبرشية حدودا مع كلا من فرنسا وإسبانيا. تملك الأبرشية مساحة 65 كيلوا مترا، منها 262 هكتار (650 أكر) أراضي زراعية أي 14% من مجموع مساحة أندورا كلها. جبل كم بيدروسا هو أعلى جبل في أندورا كلها حيث يبلغ ارتفاعه 2,942 متر. تملك الأبرشية ثلاث أنهار رئيسية منها جران فاليرا. تعتبر الأبرشية معلم سياحي في أندورا كما أنها تعتمد عليه في اقتصادها.

## توأمة
للامسانا اتفاقيات توأمة مع كل من:
- Saanen [الإنجليزية]‏
- باريلوتشي